# حصار بيروت (1110)
وقع حصار بيروت ضمن أحداث الحملة الصليبية الأولى. عندما انتزعت قوات بالدوين الأول ملك بيت المقدس مدينة بيروت الساحلية من الفاطميين في 13 مايو 1110، بمؤازرة برتراند تولوز وأسطول جنوى.

## خلفية تاريخية
سيطر الصليبيون على الموانٍ الجنوبية بما في ذلك يافا وحيفا وأرسوف وقيسارية بحلول 1101، وبالتالي تمكنوا من قطع الدعم الفاطمي من البر للموانٍ الشمالية بما في ذلك بيروت. بالإضافة إلى ذلك، اضطر الفاطميون إلى توزيع قواتهم بما في ذلك 2000 جندي و20 سفينة في كل من الموانِ المتبقية، حتى وصول الدعم الرئيسي من مصر. بدأ الصليبيون في التضييق على بيروت ابتداءً من 15 فبراير 1102، حتى وصل الجيش الفاطمي في أوائل مايو.
اضطرت السفن التي تحمل حجاجاً مسيحيين إلى الأراضي المقدسة إلى الجنوح نتيجة العواصف في محيط عسقلان وصيدا وصور في أواخر خريف 1102. قُتل الحجاج أو أخذوا كعبيد إلى مصر. ومن هنا أصبحت السيطرة على الثغور أمراً ملحاً لسلامة الحجاج، دعم ذلك وصول الرجال والإمدادات من أوروبا.

## الحصار
بدأت السفن الجنوية والبيزية في محاصرة الميناء بحلول فبراير 1110، وحاولت السفن الفاطمية القادمة من صور وصيدا كسر الحصار دون جدوى. في هذه الأثناء، دمر المدافعون عن بيروت أحد أبراج الحصار، لكن المهاجمين تمكنوا من بناء برجين آخرين لاقتحام الأسوار.
قال جاك دي فيتري [الإنجليزية]، مؤرخ الحروب الصليبية:
«لقد ضرب قومنا حصاراً على بيروت بحراً وبراً، وانضم إليه برترام، كونت طرابلس النبيل، بعد حصار دام شهرين، وأحضر أبراجاً خشبية إلى الأسوار ووصلها بالجدران عبر السلالم، فشقوا طريقهم عبر المدينة. وذبحوا كثيرين من أهلها وكبلوا الباقين بالأغلال وسبوهم.. أما بيروت فهي مدينة على ساحل البحر بين صيدا وببليوم في بلاد فينيقيا.. وهي خصبة وجميلة، بها أشجار فاكهة وغابات وكروم.»
علاوة على ذلك، ذكر وليم الصوري أن بالدوين وبرتراند أمرا القوادس من الموانٍ القريبة الخاضعة لسيطرتهما بحصار بيروت، أثناء بناء جميع أبراج الحصار والسلالم والجسور والمجانيق من أشجار الصنوبر القريبة. واضطر المدافعون إلى الدفاع عن الأسوار دون راحة نهاراً وليلاً لمدة شهرين، حتى تمكن بعض الصليبيين من التسلق فوق الأسوار لفتح البوابات للمهاجمين. ومع فتح البوابات، هرب السكان إلى الميناء، لكن الحصار أجبرهم على التراجع، فوقعوا محاصرين بين عدوين.
إلا أن الوالي الفاطمي فر ليلاً مخترقاً الأسطول الإيطالي إلى قبرص. استولى بالدوين على المدينة عبر اقتحامها بعد حصار دام خمسة وسبعين يوماً في 13 مايو 1110. أوقع الإيطاليون مذبحة بين السكان، ولربما قُتل فيها 20 ألف عربي على يد الغزاة في بيروت.

## التداعيات
احتفل بالدوين بعيد العنصرة في القدس بعد سقوط بيروت، ثم سارع مع برتراند إلى إمارة الرها لمواجهة غزو مودود بن التونتكين. واستولى على صيدا بمساعدة سيجورد الأول ملك النرويج بحلول نهاية العام.
ظلت بيروت في حوزة الصليبيين، جتى استرجعها صلاح الدين الأيوبي في 1187 وعادت لحكم الصليبيين مجدداً بعد عشر سنوات، لغاية 1289 عندما استعادها السلطان المملوكي المنصور سيف الدين قلاوون.